# 馬特·多赫蒂
馬修·詹姆斯·「馬特」·多赫蒂（英語：Matthew James "Matt" Doherty；1992年1月16日—）是一位愛爾蘭足球運動員。在場上的位置是右後衛。他現在效力於英超球隊狼队。他也代表愛爾蘭國家足球隊參賽。

## 球會生涯

### 熱刺
2020年8月30日，熱刺從狼隊簽下了杜靴迪並提供一份為期四年的合約，交易金額未公開。

2020年9月13日，杜靴迪在球隊以1-0負於艾佛頓的主場比賽中首次亮相。
2022年2月26日，在作客利兹联队的英超联赛中，杜靴迪为热刺打进了他的第一个进球。

## 國家隊生涯
2016年3月11日，杜靴迪首次入選愛爾蘭國家足球隊名單，對上瑞士和斯洛伐克的友誼賽。

多赫蒂也有資格代表荷蘭國家足球隊比賽，因為他的母親是荷蘭人。

## 榮譽

### 球會
狼隊
- 英格蘭足球甲級聯賽冠軍：2013-14賽季
- 英格蘭足球冠軍聯賽冠軍：2017-18賽季

### 個人
- 狼隊年度最佳球員：2015-16賽季

## 外部連結
- 足球数据库：馬特·多赫蒂的球员统计数据